# A Skeletal Domain
A Skeletal Domain é o décimo terceiro álbum de estúdio da banda americana de death metal Cannibal Corpse.
Um videoclipe para a canção "Kill or Become" foi lançado em 24 de setembro de 2014.

## Faixas
| N.º | Título                         | Letras       | Música                | Duração |  |
| 1.  | "High Velocity Impact Spatter" | Mazurkiewicz | O'Brien               | 4:06    |  |
| 2.  | "Sadistic Embodiment"          | Mazurkiewicz | O'Brien               | 3:17    |  |
| 3.  | "Kill or Become"               | Barrett      | Barrett               | 3:50    |  |
| 4.  | "A Skeletal Domain"            | Mazurkiewicz | O'Brien               | 3:38    |  |
| 5.  | "Headlong into Carnage"        | Webster      | Webster               | 3:01    |  |
| 6.  | "The Murderer's Pact"          | Webster      | Webster               | 5:05    |  |
| 7.  | "Funeral Cremation"            | Mazurkiewicz | O'Brien               | 3:41    |  |
| 8.  | "Icepick Lobotomy"             | Barrett      | Barrett               | 3:16    |  |
| 9.  | "Vector of Cruelty"            | Webster      | Webster               | 3:25    |  |
| 10. | "Bloodstained Cement"          | Webster      | Webster               | 3:41    |  |
| 11. | "Asphyxiate to Resuscitate"    | Mazurkiewicz | Barrett, Mazurkiewicz | 3:47    |  |
| 12. | "Hollowed Bodies"              | Mazurkiewicz | O'Brien               | 3:05    |  |

## Créditos
Cannibal Corpse
- George Fisher – vocal
- Pat O'Brien – guitarra
- Rob Barrett – guitarra
- Alex Webster – baixo
- Paul Mazurkiewicz – bateria

Produção
- Mark Lewis – produção, mixagem, masterização, gravação
- Vince Locke – arte de capa
- Brian Ames – layout
- Alex Morgan – fotografia

## Desempenho nas paradas
| Parada musical (2014)                         | Posição |
| --------------------------------------------- | ------- |
| Áustria (Ö3 Austria Top 40)                   | 28      |
| Bélgica (Ultratop Valônia)                    | 128     |
| Finlândia (Suomen virallinen lista)           | 26      |
| França (SNEP)                                 | 127     |
| Alemanha (Offizielle Deutsche Charts)         | 21      |
| Suíça (Schweizer Hitparade)                   | 50      |
| Reino Unido (UK Albums Chart)                 | 165     |
| Reino Unido (UK Independent Albums Chart)     | 26      |
| Estados Unidos (Billboard 200)                | 32      |
| Estados Unidos (Billboard Independent Albums) | 5       |
| Estados Unidos (Top Hard Rock Albums)         | 3       |
| Estados Unidos (Top Rock Albums)              | 7       |
| Estados Unidos (Top Tastemaker Albums)        | 7       |